# Etmopterus perryi
Etmopterus perryi е вид акула от разред Бодилестоподобни. Смята се, че това е представителят от надразред Акулообразни с най-малка дължина на тялото, достигаща максимум от 21,2 cm. Среща се в Атлантическия океан по крайбрежието на Колумбия и Венецуела на дълбочина от 283 до 439 метра. Отличителна особеност на вида е неголемият размер на тялото при възрастните, дългата и плоска глава, черна ивица на корема и дълга ивица на гърба. Подобно на останалите видове от род Etmopterus и тази акула има фотофори, с помощта на които излъчват светлина. Размножаването е посредством яйцеживораждане, при което се раждат обикновено 2—3 малки. Видът не е обект на риболов, макар често да попада в риболовните мрежи. Няма достатъчно данни относно състоянието на числеността му.

## Систематика
Видът е описан от американските ихтиолози Стюарт Спрингър и Джордж Бърджис благодарение на предоставени екземпляри уловени от екип на научноизследователския съд „Орегон“ през 1964 г. Видът е наречен в чест на известния биолог изследовател на акулите Пери Гилбърт. Описанието е публикувано през 1985 г. Типовият екземпляр е женска с дължина от 18,2 cm, уловена в Карибско море в близост до Колумбия. Видът е систематизиран в род Etmopterus като основната обща черта, която дава основание да бъде причислен тук са неравномерно подредените иглоподобни кожни зъби.

## Разпространение и начин на живот
Днес е установено, че ареалът на вида включва неголяма част от южното крайбрежие на Карибско море близо до Колумбия и Венецуела. Ареалът е заключен в района между градовете Баранкиля и Санта Марта до полуостров Гуахира, а на север между островите Лос Тестигос и Гренада. Акулата обитава континенталния шелф на дълбочина 283 – 439 метра.

## Описание
Акулата има дълга сплесната глава, която е около една пета до четвърт от цялата дължина на тялото. Очите са големи, на дължина са два пъти по-големи отколкото на височина със заострени предни и задни краища. Ноздрите са големи покрити със слабоизразена кожна гънка. По горната челюст имат 25 – 32 зъба, а на долната 30 – 34 броя. В устата и по хрилните цепки се намират множество вкусови луковици. Хрилните цепки са сравнително неголеми.
Тялото е неголямо с два близко разположени едри гръбни плавници като задния е около два пъти по-голям от предния. Липсва анален плавник. Притежават фотофори, които излъчват светлина. Най-едрият измерен екземпляр е достигал дължина от 21,2 cm.

## Екологични особености
Видът вероятно е най-малкият от всички живеещи днес акули. Възрастните мъжки имат средна дължина на тялото 16—17,5 cm, а женските – 15,5 cm. Бременните женски могат да достигнат до 19—20 cm. Акули от видовете Squaliolus laticaudus и Eridacnis radcliffei имат сходни размери и е трудно да се определи кой от видовете е най-малък поради трудности в определянето на репродуктивната възраст. Видът е яйцеживораждащ. Плодът притежава жълтъчно мехурче до раждането му. Малките са 2-3 броя, всеки с дължина 5,5—6 cm.

## Връзки с хората
Поради неголемите размери на тялото рибата не представлява обект на промишлен риболов. Екземпляри попадат случайно в мрежите на риболовни съдове и това може да намали числеността на вида предвид ниската раждаемост и ограничения ареал на разпространение.